# Edmond Sée
Pour les articles homonymes, voir Sée (homonymie).
David Edmond Sée, né à Bayonne le 20 mars 1875 et mort à Neuilly-sur-Seine le 12 novembre 1959, est un dramaturge, chroniqueur et critique de théâtre français.

## Biographie
Le père d'Edmond est un banquier, vice-consul d'Autriche-Hongrie.
Edmond Sée a une formation de juriste, il est docteur en droit.
Durant la première guerre mondiale il est mobilisé du 5 août 1914 à janvier 1919, il est au front de 1914 à 1916 puis attaché d'intendance.
En 1919 il obtient le prix Monthyon de l'Académie Française pour son roman Un cousin d'Alsace. L'Académie le récompense à deux nouvelles reprises : en 1924 le prix Toirac pour sa pièce La dépositaire et, en 1959, pour l'ensemble de son œuvre.
Il est pendant de nombreuses années président de la Critique dramatique.
En 1939, il est président de la Commission de censure des films cinématographiques.
Dans ses Mémoires, Louis Merlin, le rencontrant en 1939, le décrit ainsi : « Le nez accusé, le cheveu crépu, la moustache tombante et la paupière lourde ».
Une rue de Bayonne porte le nom d'Edmond Sée.
Edmond Sée est promu commandeur de la légion d'honneur par décret du 30 juillet 1935 (chevalier le 11 janvier 1913, officier le 22 août 1926).

## Œuvres

### Pièces
- 1896 : La Brebis, comédie en deux actes, représentée la première fois au Théâtre de l'Œuvre le 29 mai, reprise au Théâtre Michel le 28 décembre 1911
- 1899 : Les Miettes, comédie en deux actes, représentée la première fois au Théâtre de l'Athénée le 28 février, reprise au Théâtre de l'Odéon le 1er juin 1905[5]
- 1900 : L'Imprudente, comédie en un acte, représentée sous le titre Une honnête femme au Figaro le 3 juin[6]
- 1903 : L'Indiscret, comédie en trois actes, représentée la première fois au Théâtre Antoine le 5 mars[7]
- 1913 : L'Irrégulière, comédie en quatre actes, représentée la première fois au Théâtre Réjane le 13 novembre[8]
- 1918 : Saison d'amour, comédie en trois actes, représentée la première fois au Théâtre Michel le 22 novembre[9]
- 1921 : Un ami de jeunesse, pièce en un acte, représentée la première fois à la Comédie-Française le 14 décembre[10], repris, toujours à la Comédie-Française en 1958[11].
- 1924 : La Dépositaire, pièce en quatre actes, représentée la première fois à la Comédie-Française le 14 mai[12]
- 1925 : Le Bel Amour, pièce en trois actes, représentée la première fois au Théâtre Fémina le 2 février[13]
- 1928 : Le Métier d'amant, pièce en un acte, représentée la première fois à la Comédie-Française le 2 avril[14]
- 1930 : L'Élastique, comédie en un acte, représentée la première fois au Théâtre des Champs-Élysées le 13 mars[8]
- 1931 : Derrière la porte, pièce en un acte, représentée la première fois au Théâtre du Grand Guignol le 27 octobre[8]
- 1935 : La Rentrée, comédie inédite en un acte, le 10 janvier[8]

### Critiques
- Petits dialogues sur le théâtre et l'art dramatique, Bernard Grasset, Paris, 1913
- Henry Becque, ou Servitude et grandeur dramatiques, Rasmussen, Paris, 1926
- Le Théâtre français contemporain, Armand Colin, Paris, 1928[15]

### Roman
- La Lettre anonyme, Ferenczi, Paris, 1921
- Un cousin d'Alsace, Paris, 1919, éd. Flammarion,